# Colorado Saga
Die Colorado Saga ist ein Historienepos, das in US-amerikanischer Produktion und nach einer Romanvorlage von James Michener entstand. Die Reihe besteht aus ursprünglich zwölf Fernsehfilmen à 90 Minuten, die als Mini-Serie ausgelegt waren – bei der deutschen Ausstrahlung wurden die Folgen geteilt, so dass man dort 24 Folgen zählt. Sie ist mit vielen bekannten Schauspielern aus der Zeit besetzt, als die Reihe entstand.

## Handlung
Die Serie handelt von der 200-jährigen Geschichte eines Gebietes am Platte River (South Platte River) in den Rocky Mountains und beginnt nach einem Streifzug durch die Entstehungsgeschichte der Region sowie eines Kapitels über die Arapaho-Indianer und deren Bräuche um die Figur des Arapaho "Lame Beaver" schließlich im Jahre 1795, als erstmals Weiße dieses Land im heutigen Colorado besiedelten, über vielfältige unterschiedliche, aber miteinander verbundene fiktive Handlungsstränge, eingebettet in tatsächliche zeitgeschichtliche Ereignisse, bis in die 1970er-Jahre.
In diesen Zeitraum fällt die Besiedlung des Landes durch den französischen Trapper Pasquinel und den schottischen Händler Alexander McKeag, die Gründung der (fiktiven) Stadt Centennial durch den Mennoniten Levi Zendt, die Schlachten gegen die dort ansässigen Pawnee-, Cheyenne und Arapaho-Indianer durch Colonel Frank Skimmerhorn, aus der die Vertreibung der Indianer resultiert, sowie die Geschichten um Pasquinels Nachfahren bis hin zu Paul Garrett, der in der Gegenwart gegen den Geschäftsmann Morgan Wendell und den durch diesen betriebenen Raubbau an der Natur ankämpft.

## Buch
- James Michener: Centennial. Random House, New York 2007, ISBN 978-0-8129-7842-1 (EA New York 1974)
  - Deutsch: Colorado Saga. Goldmann, München 1995, ISBN 3-442-42194-2 (übersetzt von Hans E. Hausner, Hannelore Neves und Gisela Stege, EA Wien 1974)

## Auszeichnungen
Für den Golden Globe in der Kategorie Beste Fernsehserie war Colorado Saga im Jahre 1980 nominiert. Im gleichen Jahr erhielt Richard Chamberlain eine Nominierung für denselben Preis in der Kategorie Bester Fernsehschauspieler.

## Ausstrahlungsnotizen
Die ARD begann mit der Folge Im Land der Indianer im Juli 1984 mit der Ausstrahlung der Serie, die jeweils samstags um 16:45 Uhr gezeigt wurde. Im deutschen Fernsehen wurde die Serie bisher nur ein Mal im Jahre 1986 vom Bayerischen Fernsehen wiederholt. Eine weitere Ausstrahlung erfolgte in Österreich im Jahre 1985 im ORF.

## Trivia
- Colorado Saga wurde im Rahmen der NBC-Reihe The Big Event ausgestrahlt, in der auch schon Produktionen wie Holocaust – Die Geschichte der Familie Weiß zu sehen waren.[3]
- Die Mini-Serie gilt als eine der längsten und kostete 25 Millionen US-Dollar.[4]
- Es wurde fast ausschließlich an Original-Schauplätzen in Colorado gedreht.[5]